# Синица, Олег Викторович
Оле́г Ви́кторович Сини́ца (укр. Олег Вікторович Синиця; род. 20 марта 1996, Харьков) — украинский футболист полузащитник клуба «Левый берег».

## Биография
Воспитанник Академии харьковского «Металлиста», куда его привёл отец в возрасте 6 лет. С 2009 по 2013 год провёл 38 матчей и забил 1 гол в чемпионате ДЮФЛ.
31 июля 2013 года дебютировал за юниорскую (U-19) команду «Металлиста» в домашней игре против луганской «Зари», а за молодёжную (U-21) команду впервые сыграл 1 августа 2014 года в домашнем поединке против киевского «Динамо». В составе команды U-19 становился победителем чемпионата Украины среди юношеских команд сезона 2013/14, проведя 19 встреч и забив 4 мяча.
8 апреля 2015 года дебютировал за основную команду «Металлиста» в выездном кубковом матче против донецкого «Шахтёра», выйдя на замену вместо Егора Чегурко на 73-й минуте встречи, а 6 декабря того же года впервые сыграл в Премьер-лиге, выйдя на замену вместо Сергея Барилко на 64-й минуте домашнего поединка против одесского «Черноморца», на 88-й минуте которого Синица получил жёлтую карточку.
В августе 2016 года стал нападающим новосозданного Металлиста-1925. Команда  играла весь последующий сезон в Любительской лиге Украины , а также в Зимнем чемпионате Харьковской области. 
В финале области, проходившем на стадионе ОСК ,,Металлист" , команда Синицы выиграла со счётом 1:0 ,Олег забил решающий гол с пенальти. 
В феврале 2021 года стал игроком латвийского клуба «Вентспилс».

## Характеристика игры
По словам самого футболиста, наиболее комфортно ему играть в середине поля, хотя часто выступает и на флангах нападения.

## Достижения
- Бронзовый призёр Второй лиги Украины: 2017/18
- Серебряный призёр Первой лиги Украины 2019/20
- Бронзовый призёр Первой лиги Украины : 2023/24

## Статистика
| Клуб      | Лига         | Сезон   | Чемпионат | Чемпионат | Кубок | Кубок | Дубль | Дубль |
| Клуб      | Лига         | Сезон   | Игры      | Голы      | Игры  | Голы  | Игры  | Голы  |
| --------- | ------------ | ------- | --------- | --------- | ----- | ----- | ----- | ----- |
| Металлист | Премьер-лига | 2014/15 |           |           | 1     | 0     | 16    | 2     |
| Металлист | Премьер-лига | 2015/16 | 1         | 0         |       |       | 13    | 3     |